# Giuseppe Quattrone
Giuseppe Quattrone (Reggio Calabria, 2 dicembre 1899 – Reggio Calabria, 23 ottobre 1973) è stato un politico italiano.

## Biografia
Laureato in Economia e Commercio fu dirigente del Ministero del lavoro e della previdenza sociale, esponente di primo piano della Cassa di Risparmio di Calabria e Lucania, commercialista.
Fu sindaco di Reggio Calabria dal 5 giugno 1961 al 16 dicembre 1963 e fu oggetto di una polemica per gli scoli di una fontana comunale che, a dire di un consigliere comunale dello stesso partito, venivano utilizzati per l'irrigazione di un piccolo fondo di proprietà.
Si candidò alla camera non risultando eletto per pochi voti, contrariamente al figlio Francesco (1941-2012) che fu deputato per tre legislature, ricoprendo l'incarico più volte di Sottosegretario di Stato (Lavoro e Funzione Pubblica, Sanità).
Si candidò poi alla Provincia, ma morì ricoprendo la carica di vicepresidente della giunta.